# Arakan (Philippines)
Pour les articles homonymes, voir Arakan.
Arakan est une localité de la province de Cotabato, aux Philippines. En 2015, elle compte 48 228 habitants.